# Get Dead
Get Dead is een Amerikaanse punkband afkomstig uit Oakland. De band speelt bij het Californische platenlabel Fat Wreck Chords, waar onder andere twee studioalbums van de band zijn uitgegeven.

## Biografie
Get Dead werd opgericht in 2007. De leden kenden elkaar al van eerdere bands afkomstig uit de Bay Area waar ze in hadden gespeeld, en waren al eerder met elkaar op tournee geweest. De oorspronkelijke leden bestonden uit basgitarist en zanger Tim Mehew (van The Ballistics), gitarist en zanger Mike McGuire (Splitting Seconds) en zanger Sam King (Louie and the Regals). Ze castten Josh Garcia als eerste drummer voor de band. Garcia werd uiteindelijk vervangen door Scotty Powell. Aanvankelijk speelde Get Dead vooral optredens, en vanaf 2009 begon de band met het uitgeven van albums onder eigen beheer.
Het debuutalbum, getiteld Letters Home, werd uitgegeven in 2009 onder eigen beheer. Het werd gevolgd door de ep Get Dead (2009) en het tweede studioalbum Tall Cans and Loose Ends (2012).  
In 2013 trok Get Dead de aandacht van Fat Mike, de eigenaar van het punklabel Fat Wreck Chords en basgitarist van NOFX, en tekende de band bij diens label Fat Wreck Chords. In in augustus dat jaar werd onder dit label het derde studioalbum Bad News uitgegeven, dat werd opgenomen en geproduceerd door Fat Mike en voormalig drummer Garcia, die op dat moment als geluidstechnicus voor Fat Wreck Chords werkte.
In 2014 gaf Get Dead de ep Bygones uit, waarna de band op diens derde tournee door Europa vertrok. Na relatief veel intensieve tournees door Europa, gaf Get Dead in 2016 het vierde studioalbum uit, getiteld Honestly Lives Elsewhere. Dit werd gevolgd door een tournee door de Verenigde Staten, waarna de band in 2017 weer door Europa ging optreden. In 2017 werd ook de ep Get Dead heruitgegeven door Funk Turry Funk, een Duits platenlabel. Het werd nogmaals heruitgegeven in 2018 door SBÄM Records, het platenlabel van het Oostenrijkse punkfestival SBÄM Fest. In 2019 ging Get Dead opnieuw op tournee door Europa. Ook bracht de band dit jaar via SBÄM Records een split-single uit met The Bombpops, getiteld "Lead Foot/Can o' Worms".

## Leden
- Sam King - zang
- Tim Mehew - basgitaar, zang
- Mike McGuire - gitaar, zang
- Scott Powell - drums
- Jeremy Korkki - gitaar, zang

Voormalige leden
- Josh Garcia - drums

## Discografie
Studioalbums
- Letters Home (2009)
- Tall Cans and Loose Ends (2012)
- Bad News (2013)
- Honesty Lives Elsewhere (2016)
- Dancing with the Curse (2020)

Singles en ep's
- Get Dead (2009)
- Bygones (2014)
- "Lead Foot/Can o' Worms" (met The Bombpops; 2019)